# KISS OF LIFE (崎谷健次郎のアルバム)
『KISS OF LIFE』（キス・オブ・ライフ）は、崎谷健次郎の通算3枚目のオリジナル・アルバム。1989年4月21日に発売された。

## 解説
- 本作は、ハウス・ミュージックを導入したアルバムとしては、国内最初期のものとして注目された[2]。
- プロデュースは、崎谷健次郎。

### 作品構成
- I Wanna Dance
通算6枚目のシングル表題曲。
- Till The End Of Time (Remix)
通算5枚目のシングル収録曲。
- Black Star
通算6枚目のシングル収録曲。
- SATELLITE OF LOVE
上田浩恵とのデュエット曲。
- Close To Me
オランダのMAITRO[3]はアルバム『Dragonball Wave』に、「BULMA」のタイトルでサンプリングして収録している[4]。
HIRA^O SAKIのオムニバス・アルバムにも収録されている。
- 風を抱きしめて (Remix)
通算5枚目のシングル表題曲。
- KISS OF LIFE
上田浩恵に提供した「WINDS OF LOVE」（1987年、作詞：夏目純）のセルフカバーで、作詞家と歌詞が異なる。

### 作品寸評
- ポニーキャニオン・ダウンロードサイト「CD-COCKEE」では、2009年3月度に1位を記録した。

## 収録曲
1. 千の扉
作詞：有木林子 / 作曲 / 編曲：崎谷健次郎
2. JewelryよりMemory
作詞：有木林子 / 作曲 / 編曲：崎谷健次郎
3. I Wanna Dance
作詞：有木林子 / 作曲 / 編曲：崎谷健次郎
4. 毒のように甘く
作詞：有木林子 / 作曲 / 編曲：崎谷健次郎
5. Till The End Of Time (Remix)
作詞：有木林子 / 作曲 / 編曲：崎谷健次郎
6. Black Star
作詞：有木林子 / 作曲 / 編曲：崎谷健次郎
7. SATELLITE OF LOVE
作詞：柴山俊之 / 作曲 / 編曲：崎谷健次郎
8. Close To Me
作詞：有木林子 / 作曲 / 編曲：崎谷健次郎
9. 風を抱きしめて (Remix)
作詞：有木林子 / 作曲：崎谷健次郎 / 編曲：崎谷健次郎・武部聡志
10. KISS OF LIFE
作詞：有木林子 / 作曲：崎谷健次郎 / 編曲：崎谷健次郎・鳥山雄司
11. I Wanna Dance (Step Step Let's Dance Mix)
作詞：有木林子 / 作曲 / 編曲：崎谷健次郎

## 関連作品
- 『blew』 - 上田浩恵の通算2枚目のアルバム（1987年）。「WINDS OF LOVE」（「KISS OF LIFE」の異詞同曲）収録。
- 『Dragonball-Wave』 - アメリカのMAITROのアルバム（2015年）[5]。「Close to Me」をサンプリングした曲「BURMA」収録。